# Bandera d'Holanda del Nord
La bandera d'Holanda del Nord (neerlandès: vlag van Noord-Holland) és una tricolor formada per tres faixes de colors groc, vermell i blau marí. Fou adoptada el 22 d'octubre de 1958 després de l'aprovació pel Consell Suprem de Noblesa Reial Neerlandesa (Hoge Raad van Adel).
Els tres colors tenen origen en l'escut d'armes de la província: Per pal un lleó rampant de gules sobre camp d'or (d'Holanda), dos lleopards passants d'or amb bitlletes sobre camp d'atzur (de Frísia Occidental).